# Andrea Garae
Andrea Rose Garae-Tari (* 28. Juni 1973) ist ein vanuatuische Leichtathletin.

## Karriere
Garae trat bei den Olympischen Sommerspielen 1992 im 800-Meter-Lauf der Frauen an und belegte in ihrem Vorlauf den siebten Platz.